# Fruktozo-2,6-bisfosfataza
Fruktozo-2,6-bisfosfataza – regulatorowy enzym glukoneogenezy. Katalizuje hydrolizę fruktozo-2,6-bisfosforanu do monofosforanu. Miejsce aktywne zawiera 7 kolejnych reszt aminokwasowych: Glu, His, His, Arg, Arg, Arg, Lys. W katalizę zaangażowana jest katalityczna triada, złożona Glu, His i His oraz związek pośredni – fosfohistydyna. Oddziaływania z substratami i produktami są typu ładunek-ładunek.